# Hrabstwo Gladwin
Gladwin – hrabstwo w USA, w stanie Michigan, na Półwyspie Dolnym, w regionie  Środkowym (Central/Mid-Michigan). Siedzibą hrabstwa jest Gladwin.

## Miasta
- Beaverton
- Gladwin

## Hrabstwo Gladwin graniczy z następującymi hrabstwami
- Roscommon
- Ogemaw
- Arenac
- Bay
- Midland
- Clare